# Covered Like a Hurricane: A Tribute to the Scorpions
Covered Like a Hurricane: A Tribute to the Scorpions è un album tributo alla band tedesca Scorpions pubblicato il 30 maggio 2000 per l'etichetta discografica Cleopatra Records.
Nell'album domina la figura del chitarrista George Lynch che suona in tutte le canzoni accompagnato di volta in volta da numerosi esponenti dell'heavy metal statunitense.
Il disco è stato ripubblicato in seguito con titoli differenti: nel 2005 la Mausoleum Records lo diffonde sotto il titolo di Six Strings, Twelve Stings: A Tribute to the Scorpions. Mentre il 16 ottobre 2007, vista la partecipazione del chitarrista George Lynch in tutti i brani, viene ri-accreditato come suo lavoro solista, e rinominato Scorpion Tales con la stessa invariata sequenza di brani.

## Tracce
1. Rock You Like a Hurricane (George Lynch & Kelly Hansen degli Hurricane/Foreigner) - 4:40
2. Still Loving You (George Lynch & Steve Whiteman dei Kix) - 4:55
3. Falling in Love (George Lynch & Marq Torien dei Bullet Boys) - 4:08
4. Big City Nights (George Lynch & Kevin Dubrow dei Quiet Riot) - 2:57
5. Blackout (George Lynch & Stevie Rachelle dei Tuff) - 3:49
6. No One Like You (George Lynch & Jizzy Pearl dei Love/Hate) - 3:59
7. The Zoo (George Lynch & Joe Leste dei Bang Tango) - 4:57
8. Steamrock Fever (George Lynch & Phil Lewis dei L.A. Guns) - 3:56
9. In Trance (George Lynch & Kory Clarke dei Warrior Soul) - 4:23
10. He's a Woman - She's a Man (George Lynch & John Corabi degli Union) - 3:22
11. Holiday (George Lynch & Paul Shortino dei Rough Cutt) - 4:36
12. Lovedrive (George Lynch & Taime Downe dei Faster Pussycat) - 4:44